# علامة بواس
علامة بواس هي علامةٌ دليلية على زيادة أو تغيير الحساسية تحت لوح الكتف الأيمن حيث يمكن أن تكون عرضاً من أعراض التهاب المرارة الحاد (التهاب في المرارة) وهو واحد من أعراض عديدة التي تظهر للطبيب أثناء فحص البطن. تحمل اسم مكتشفها وهو إسمار إيسيدور بواس [الإنجليزية] (1858-1938)، وهو طبيب ألماني وأول متخصص في الجهاز الهضمي في بلاده. وهناك أيضا علامة بواس، والتي تشير إلى أمراض المعدة والاثنا عشر. عندما يتم الضغط على النتوء العرضي للفقرات الصدرية بين العاشرة والثانية عشرة، يمكن أن يحدث ألم يسار النتوءات الشائكة (قرحة في المعدة) أو إلى اليمين (في قرحة الإثني عشر أو البواب).